# Centropogon solanifolius
Centropogon solanifolius är en klockväxtart som beskrevs av George Bentham. Centropogon solanifolius ingår i släktet Centropogon och familjen klockväxter. Inga underarter finns listade i Catalogue of Life.